# 喜方寺站
喜方寺站（：／ Huibangsa yeok */?）是中央線一座已經關閉的鐵路車站，位於韓國庆尚北道榮州市豐基邑，於2020年末廢站。

## 历史
- 1942年4月1日：落成使用。
- 2020年12月13日：車站關閉。

## 相鄰車站
韓國鐵道公社
中央線
竹岭信号场－喜方寺－豐基